# Theridion delicatum
Theridion delicatum là một loài nhện trong họ Theridiidae.
Loài này thuộc chi Theridion. Theridion delicatum được Octavius Pickard-Cambridge miêu tả năm 1904.